# Nanrisa Lee

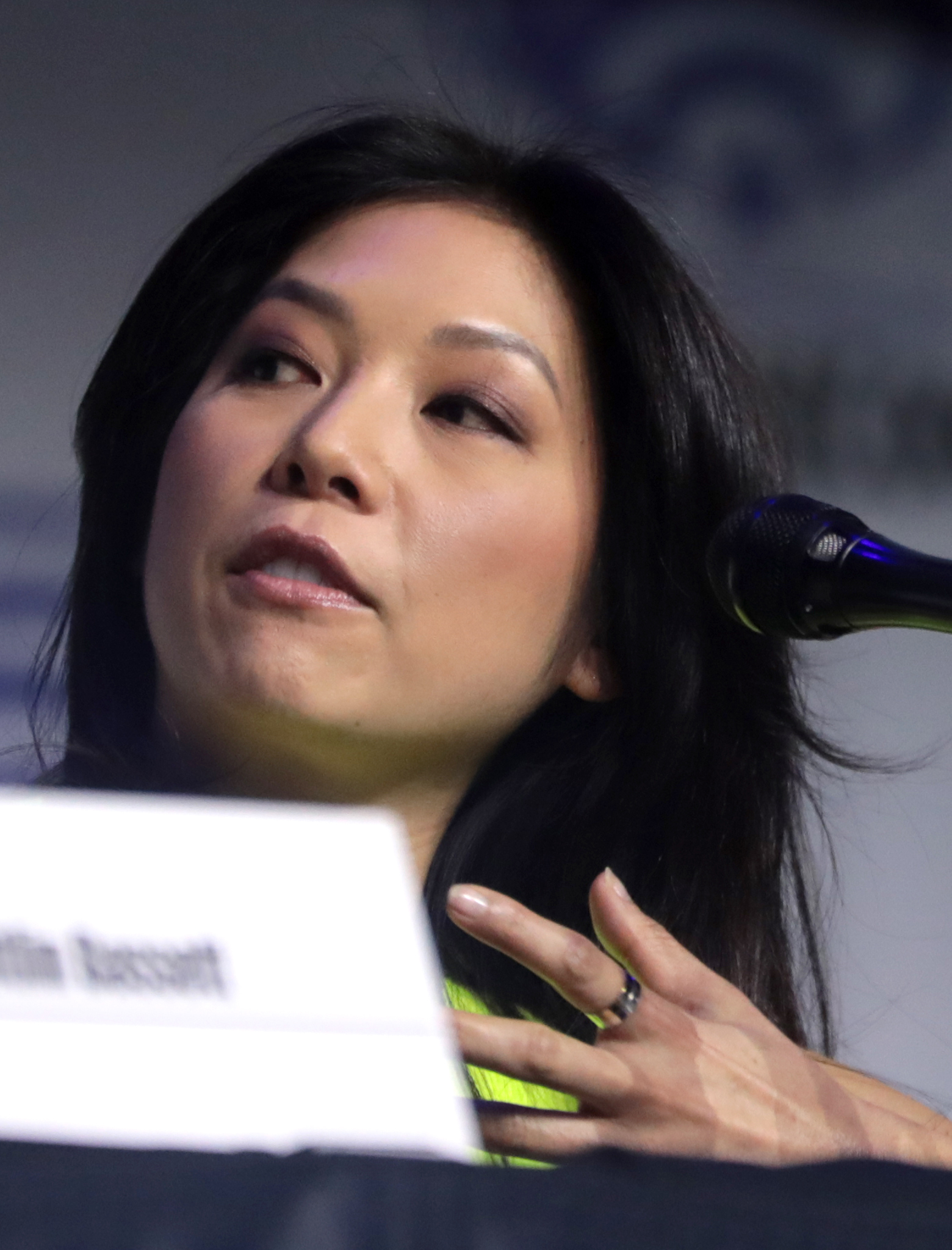
Nanrisa Lee auf der WonderCon (2023)

Nanrisa Induk Lee (* 26. Mai 1980 in Alameda County, Kalifornien) ist eine US-amerikanische Schauspielerin.

## Leben
Lee wurde am 26. Mai 1980 im kalifornischen Alameda County geboren. Sie absolvierte mehrere Schauspielkurse und wirkte in Werbespots unter anderen für Samsung mit. 2006 feierte sie ihr Filmschauspieldebüt in Tall Trees. Es folgten in den nächsten Jahren Besetzungen in weiteren Filmproduktionen. 2015 spielte sie im Film Hänsel vs. Gretel die Rolle der Hexe Kikimora.
Danach war sie als Darstellerin in einzelnen Episoden von Fernsehserien wie The Grinder – Immer im Recht, Life in Pieces, Secrets and Lies, Westworld, How to Get Away with Murder, The Mindy Project oder Doubt zu sehen. 2018 stellte sie die Rolle der Tiffany Hsu in vier Episoden der Fernsehserie Bosch dar. Seit 2022 ist sie in der Fernsehserie Quantum Leap als Jenn Chu zu sehen.

## Filmografie (Auswahl)
- 2006: Tall Trees
- 2007: Unflinching Triumph: The Philip Rockhammer Story
- 2007: Call My Name (Kurzfilm)
- 2007: The Princess of Nebraska
- 2009: All About Dad
- 2009: Fruit Fly
- 2009: Liquor Store Cactus
- 2011: Workshop (Fernsehserie, Episode 2x04)
- 2013: Justice for All with Judge Cristina Perez (Fernsehserie, Episode 1x200)
- 2014: Mein peinlicher Sex-Unfall (Sex Sent Me to the ER, Fernsehdokuserie, Episode 1x11)
- 2014: My Crazy Ex (Fernsehserie)
- 2014: Last Sunrise (Kurzfilm)
- 2015: Hänsel vs. Gretel (Hansel vs. Gretel)
- 2015: The Grinder – Immer im Recht (The Grinder, Fernsehserie, Episode 1x07)
- 2016: Life in Pieces (Fernsehserie, Episode 1x17)
- 2016: The Happys
- 2016: Secrets and Lies (Fernsehserie, Episode 2x02)
- 2016: Westworld (Fernsehserie, Episode 1x02)
- 2016: How to Get Away with Murder (Fernsehserie, Episode 3x06)
- 2017: Magic Funhouse! (Fernsehserie, Episode 1x07)
- 2017: The Mindy Project (Fernsehserie, Episode 5x13)
- 2017: Doubt (Fernsehserie, Episode 1x03)
- 2017: The Aliens
- 2017: Love Is Shit (Kurzfilm)
- 2017: American Horror Story – Cult (American Horror Story – Cult, Fernsehserie, Episode 7x01)
- 2017: Low Places (Kurzfilm)
- 2017: Navy CIS: L.A. (NCIS: Los Angeles, Fernsehserie, Episode 9x02)
- 2017: Bill's Leaving (Kurzfilm)
- 2018: Stellar Hosts (Fernsehserie, Episode 1x01)
- 2018: Bosch (Fernsehserie, 4 Episoden)
- 2018: Clocking the T
- 2019: 9-1-1 (Fernsehserie, Episode 3x10)
- 2019: The Morning Show (Fernsehserie, 2 Episoden)
- 2019: Patty's Auto (Fernsehserie, Episode 1x01)
- 2020: Grey’s Anatomy (Fernsehserie, Episode 16x11)
- 2020: S.W.A.T. (Fernsehserie, Episode 3x14)
- 2020: American Housewife (Fernsehserie, Episode 4x17)
- 2020: 4/20
- 2020: L.A.’s Finest (Fernsehserie, Episode 2x05)
- 2020: Know-It-All (Kurzfilm; Sprechrolle)
- 2021: Good Girls (Fernsehserie, Episode 4x01)
- 2021: American Crime Story – Amtsenthebung (American Crime Story – Impeachment, Fernsehserie, Episode 3x07)
- 2021–2022: CSI: Vegas (CSI: Crime Scene Investigation, Fernsehserie, 2 Episoden)
- 2022: As We See It (Fernsehserie, Episode 1x01)
- 2022: Gelobtes Land (Promised Land, Fernsehserie, Episode 1x03)
- 2022: We're Doing Good (Fernsehserie, Episode 1x05)
- 2022: A Lot of Nothing
- 2022: Star Trek: Picard (Fernsehserie, Episode 2x08)
- 2022: First Love
- 2022: Grimcutty
- seit 2022: Quantum Leap (Fernsehserie)

## Theater (Auswahl)
- The Las Vegas-Nauts, Thunderbird Theater Co.
- The Vagina Monologues, Merry Ross